# Ctenogobius shufeldti
Ctenogobius shufeldti är en fiskart som först beskrevs av David Starr Jordan & Carl H. Eigenmann, 1887.  Ctenogobius shufeldti ingår i släktet Ctenogobius och familjen smörbultsfiskar. Inga underarter finns listade i Catalogue of Life.